# 田崎雅元
田﨑 雅元（たざき まさもと、1935年（昭和10年）9月6日 - ）は、日本の実業家。川崎重工業元社長。満洲国奉天市生まれ。ハルビン市、京城府、大連市を経て、日本の降伏後宮崎県高千穂町に引き揚げ、宮崎市出身。父は都城市生まれで満州医科大学出身の医師で京城帝国大学医学部助教授などを務めた。

## 略歴
- 1948年3月 - 高千穂町立高千穂小学校卒[1]
- 1954年3月 - 宮崎県立宮崎大宮高等学校卒
- 1958年3月 - 九州大学工学部卒
- 1958年4月 - 川崎重工業入社
- 1992年6月 - 川崎重工業㈱取締役
- 2000年6月 - 代表取締役社長
- 2005年6月 - 代表取締役会長